# Pochwiak karłowaty

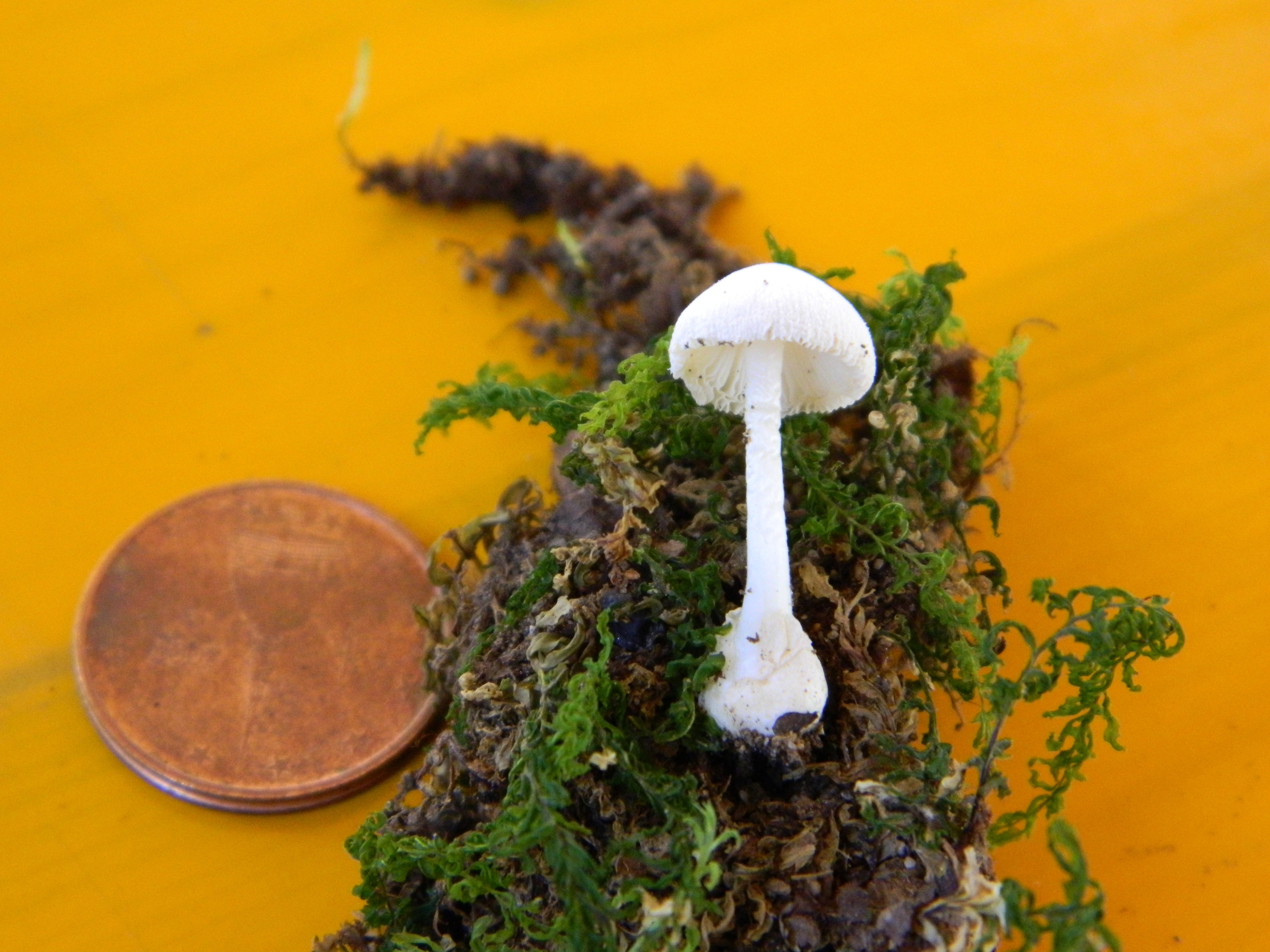

Pochwiak karłowaty (Volvariella pusilla (Pers.) Singer) – gatunek grzybów z rodziny łuskowcowatych (Pluteaceae).

## Systematyka i nazewnictwo
Pozycja w klasyfikacji według Index Fungorum: Volvariella, Pluteaceae, Agaricales, Agaricomycetidae, Agaricomycetes, Agaricomycotina, Basidiomycota, Fungi.
Obecną nazwę naukową nadał Rolf Singer w 1951 r. Ma 9 synonimów. Niektóre z nich:
- Volvariella parvula (Weinm.) Speg. 1926
- Volvariella pusilla var. minuta K. Acharya, A.K. Dutta & P. Pradhan 2012

Polską nazwę nadała w 1999 r. Alina Skirgiełło.

## Morfologia
Kapelusz
O średnicy 1–3 cm, początkowo o kształcie dzwona, później rozszerzający się. Skórka w młodym wieku jest jedwabista, lekko lepka, biała, miąższ kremowy, brzeg jest bardziej żylasty i czasami popękany.
Blaszki
Wolne, w młodym wieku białe, z różowym miąższem w miarę dojrzewania zarodników. Zbliżają się do stopki, ale jej nie dotykają.
Trzon
Wysokość 1–4 cm, grubość 0,1–0,5 cm, walcowaty z maczugowato rozszerzoną podstawą, kruchy, pełny. Powierzchnia początkowo biała z rozproszonymi włoskami, później gładka. Pochwa błoniasta, workowata, biaława, czasami jasno płowoszara, pękająca na 2–4 płaty.
Cechy mikroskopowe
Zarodniki szerokoelipsoidalne, 5,5–7,2 × 3,8–4,9 µm. Cheilocystydy i pleurocystydy 40–70 × 11–27 µm, o kształcie od wrzecionowatego dobutelkowato-workowatego. Skórka kapelusza zbudowana z septowanych strzępek o szerokości 6–20 µm z wewnętrznym, bardzo jasnym barwnikiem.

## Występowanie i siedlisko
Występuje w Ameryce Północnej, Europie, Afryce, Azji i Australii. Najwięcej stanowisk podano w Europie. W Polsce podano stanowiska w Sudetach i Bieszczadach. Aktualne stanowiska podaje także internetowy atlas grzybów. Znajduje się w nim na liście gatunków grzybów chronionych i zagrożonych.
Naziemny grzyb saprotroficzny. Rośnie w lasach, parkach, ogrodach botanicznych, ogródkach działkowych, przy drogach, czasami blisko domów, na ziemi, w trawie. Owocniki pojawiają się od czerwca do października.